# Цвєтков Василь Олексійович
Василь Олексійович Цвєтко́в (1866—1933) — російський та радянський оперний співак (бас), педагог вокалу.

## Біографія
Народився 1866 року. Закінчив Московську консерваторію, де здобував освіту в класі Єлизавети Лавровської.
Протягом 1892—1904 років — соліст Большого театру.
Вів педагогічну роботу, був професором Московської, Київської, Мінської, Одеської консерваторій. Виховав низку радянських оперних артистів, серед яких Пантелеймон Норцов, Лариса Александровська.
Помер у 1933 році.

## Виконавець партій
- Мельник («Мельник — чаклун, обманщик і сват» Михайла Соколовського);
- Гремін («Євгеній Онегін» Петра Чайковського);
- Кончак («Князь Ігор» Олександра Бородіна);
- Мороз («Снігуронька» Миколи Римського-Корсакова);
- Рангоні («Борис Годунов» Модеста Мусоргського);
- Світозар («Руслан і Людмила» Михайла Глінки).